# Фондовый рынок в России
Фондовый рынок возродился в России после либерализации экономики в 1991 году. История фондового рынка Российской империи до 1917 г. не была прямо связана с историей современного российского рынка ценных бумаг. В условиях командно-распределительной экономики СССР движение финансовых потоков определялось решением партийных и финансово-экономических органов (таких как Госплан), поэтому условий для возрождения фондового рынка, который существовал до революции 1917 года, оставались неблагоприятными до начала 1990-х годов. На месте официального фондового рынка существовал лишь так называемый «чёрный рынок».
Рынок ценных бумаг (РЦБ) в России начал возрождаться в первой половине 1991 г. после того как было принято Постановление Совета Министров РСФСР № 601 от 25 декабря 1990 г. «Об утверждении Положения об акционерных обществах». Однако долгое время низкий уровень финансово-экономической подкованности населения страны в целом, не позволял рынку развиваться. Ситуацию также осложнили махинации с приватизацией в 1993—1994 годах. Динамичное развитие легитимного фондового рынка началось лишь после возобновления роста российской экономики с начала 2000-х годов.  

## Современное положение
Фондовый рынок в России является сравнительно молодым, поэтому многие западные рейтинговые агентства продолжают относить его к категории развивающихся рынков, для которых характерна более высокая степень доходности, объясняющаяся, в свою очередь, и более высокой степенью риска. С середины 2000-х годов на российском фондовом рынке был отмечен целый ряд положительных изменений: повысился общий объём продаж, поднялась ликвидность рынка, увеличилась степень информационной прозрачности его участников, значительно укрепилась законодательная база, появились новые или значительно окрепли уже опробованные механизмы защиты прав инвесторов.

## Хронология
- 25 декабря 1990 года — принятие Постановления Совета Министров РСФСР № 601 от 25 декабря 1990 г. «Об утверждении Положения об акционерных обществах».
- февраль 1992 года — в Москве открыт первый фондовый магазин «Антарес»[3].
- март 1992 года — появление АОЗТ «Московская межбанковская валютная биржа» (ММВБ), учредителями которой стали Центральный Банк РФ, правительство Москвы, АРБ и также целый ряд частных банков. В этом же году ММВБ выигрывает тендер на право создания полноценной биржевой инфраструктуры для государственных ценных бумаг и начинает подготовку к ведению торгов по государственным краткосрочным обязательствам (ГКО).
- март 1993 года — создание Федеральной комиссии по ценным бумагам и фондовым биржам при Президенте РФ[4].
- летом 1995 года начались торги в электронном режиме на классическом рынке акций, названном «Российская торговая система» (РТС).
- 1996—1997 годы — начало торговли негосударственными ценными бумагами на биржах Москвы. Федеральная комиссия по рынку ценных бумаг (ФКЦБ) начала лицензировать организацию торгов по ценным бумагам. К торгам подключались региональные валютно-фондовые биржи (Самара, Ростов-на-Дону, Санкт-Петербург, Нижний Новгород, Екатеринбург). На декабрь 1997 года на ММВБ обращались 50 видов акций 33-х корпоративных эмитентов и 100 облигаций 40 субъектов РФ.
- август 1998 года — финансово-банковский кризис. После 17 августа средние дневные обороты рынка упали в несколько раз.
- 1999 год — рынок акций снова начал активно расти, быстро развивался и рынок корпоративных облигаций. Российские акции в 1999 г. были самыми быстрорастущими в мире. Одна из причин успеха — внедрение биржами листинга ценных бумаг, что означало наличие определённых гарантий качества финансовых инструментов.
- 2000 год — начало размещений на ММВБ облигаций ряда крупных российских банков и финансовых компаний (Внешторгбанк, Гута-банк, Кредит Свисс Ферст Бостон Капитал и др.). ММВБ внедрила интернет-трейдинг.
- 2001 год — возможность заключать и исполнять сделки РЕПО с корпоративными ценными бумагами.
- 2002 год — начало торгов по облигациям внешних облигационных займов РФ (еврооблигациям).
- 2004 год — общий оборот сделок на фондовой секции ММВБ достиг $142 млрд. Был создан институт биржевых специалистов, призванный развивать ликвидность по акциям «второго эшелона».
- 2006 год — общий объём торгов на фондовом рынке составил более $500 млрд.
- 2007 год — общий объём торгов на фондовом рынке составил более $1,1 трлн.
- 2008 год — суммарный объём торгов на всех рынках группы ММВБ составил $5,8 трлн[5].
- 2021 год —  в законодательство России было внесено понятие о Цифровых финансовых активах[6].
- 2022 год —  были зарегистрированы первые операторы ЦФА[7], были проведены первые размещения ЦФА[8].

## Инфраструктура
В декабре 2011 года главная валютная биржа России ММВБ и Фондовая биржа РТС объединились в ММВБ-РТС, которая в 2012 году получила новое название ПАО Московская Биржа.
Акционеры ПАО Московская Биржа на внеочередном общем собрании 2 сентября 2016 года приняли решение о реорганизации ПАО Московская Биржа путем присоединения к нему 100 % дочерних организаций — ЗАО «ФБ ММВБ» и ООО «МБ Технологии». По сообщению биржи, реорганизация позволила оптимизировать корпоративную структуру группы, упростить взаимодействие клиентов с биржей, сократить расходы клиентов и самой группы.